# Heilig-Geist-Kirche (Bad Oeynhausen)
Die Heilig-Geist-Kirche in Bad Oeynhausen ist die Pfarrkirche der Evangelisch-Lutherischen Wichernkirchengemeinde Bad Oeynhausen, die dem Kirchenkreis Vlotho der Evangelischen Kirche von Westfalen angehört. Sie befindet sich in der Südstadt, die zum Oeynhausener Stadtteil Zentrum gehört.

## Geschichte und Architektur
Das Gebiet der heutigen Wicherngemeinde gehörte ursprünglich zur Laurentiuskirche in Rehme. In der Bauerschaft Bruch bestand seit 1907 ein Gemeindehaus, in dem auch Gottesdienste durchgeführt wurden. 1926 erhielt es, nach Johann Hinrich Wichern, den Namen Wichernhaus.
In Anlehnung daran wurde die 1957 abgepfarrte Gemeinde Wichern-Kirchengemeinde Bad Oeynhausen-Süd, ab 1962 Wichernkirchengemeinde Bad Oeynhausen, genannt. In den Jahren 1961 bis 1963 wurde nach Plänen des Architekten Karl Wilhelm Ochs die Heilig-Geist-Kirche als Saalkirche mit Satteldach und freistehendem Glockenturm erbaut.
Das Kruzifix aus dem Jahr 1964 stammt von Jürgen Weber, die Orgel wurde 1967 bei Gustav Steinmann Orgelbau in Vlotho gebaut. Ein Taufleuchter wurde von Eva Limberg angefertigt, ein biblischer Bilderzyklus von Robert Hammerstiel.